# Djadja
Djadja è un singolo della cantante francese Aya Nakamura, pubblicato il 6 aprile 2018 come primo estratto dal secondo album in studio Nakamura.

## Video musicale
Djadja ha reso Nakamura la prima donna africana a possedere un video con oltre un miliardo di visite su YouTube; tale risultato è stato conseguito nel febbraio 2025.

## Tracce
Testi e musiche di Aya Nakamura e Le Side.
Download digitale, streaming
1. Djadja – 2:51

Download digitale, streaming – Afro Bro Remix
1. Djadja (feat. Afro Bro) (Remix) – 2:53

Download digitale, streaming – Loredana Remix
1. Djadja (feat. Loredana) (Remix) – 2:52

Download digitale, streaming – Maluma Remix
1. Djadja (feat. Maluma) (Remix) – 2:46

## Formazione
Hanno partecipato alle registrazioni, secondo le note di copertina di Nakamura:
Musicisti
- Aya Nakamura – voce
- Aloïs Zandry – programmazione, tastiera
- Some1ne – programmazione, tastiera
- Machynist – programmazione, tastiera

Produzione
- Vladimir Boudnikoff – produzione
- Aloïs Zandry – produzione
- Dave Wayne – registrazione
- Vincent Audou – missaggio
- Eric Chevet – mastering

## Successo commerciale
Nei Paesi Bassi ha raggiunto la prima posizione, rendendo Nakamura la prima donna francese ad arrivare in vetta da Non, je ne regrette rien di Édith Piaf del 1961.

## Classifiche

### Classifiche settimanali
| Classifica (2018-20)  | Posizione massima |
| --------------------- | ----------------- |
| Argentina             | 23                |
| Belgio (Fiandre)      | 16                |
| Belgio (Vallonia)     | 16                |
| Bulgaria              | 7                 |
| Colombia              | 19                |
| Costa Rica            | 9                 |
| Francia               | 1                 |
| Germania              | 43                |
| Grecia                | 34                |
| Italia                | 23                |
| Messico               | 10                |
| Paesi Bassi           | 1                 |
| Perù                  | 31                |
| Portogallo            | 37                |
| Repubblica Dominicana | 31                |
| Romania               | 1                 |
| Russia                | 20                |
| Spagna                | 5                 |
| Svezia                | 72                |
| Svizzera              | 29                |
| Ucraina               | 90                |

### Classifiche di fine anno
| Classifica (2018) | Posizione |
| ----------------- | --------- |
| Belgio (Fiandre)  | 68        |
| Belgio (Vallonia) | 20        |
| Francia           | 4         |
| Paesi Bassi       | 5         |
| Romania           | 68        |
| Svizzera          | 75        |
| Classifica (2019) | Posizione |
| Francia           | 187       |
| Portogallo        | 127       |
| Romania           | 34        |
| Classifica (2020) | Posizione |
| Francia           | 108       |
| Italia            | 69        |
| Russia            | 169       |
| Spagna            | 18        |